# Антарктическая Франция

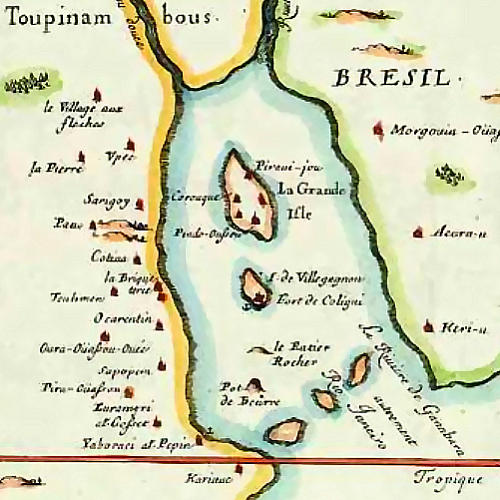
Французская карта «Антарктики» (XVI век)

Антарктическая Франция (фр. France Antarctique) — первая французская колония в Южной Америке, существовавшая в период 1555—1567 годов. Располагалась к югу от экватора, на территории современной Бразилии, по берегам залива Рио-де-Жанейро, до Кабо-Фрио, где поселились бежавшие от преследований на родине гугеноты. Была ликвидирована португальскими силами.

## История
Колония была основана 1 ноября 1555 года. Её губернатором стал Николя Дюран де Вильганьон, симпатизировавший гугенотам, которые искали убежище от засилья католического духовенства во Франции. Всего в Бразилию прибыло около 600 французов. На острове Сериджипи (сейчас он называется Вильганьон) был построен форт Колиньи и было основано французское поселение Анривилль, названное так в честь Генриха II.
14 февраля 1556 года 30 заговорщиков решили убить Вильганьона, но были выданы. В результате один заговорщик сбежал с молодой женой к индейцам, двух человек повесили, а остальных заковали в кандалы и использовали на строительных работах.
В марте 1557 года в колонию прибыли ещё около 300 гугенотов, однако отношения между ними и католиками быстро портились. Вильганьон приговорил к смерти трёх гугенотских священников. После казни своих пасторов гугеноты вернулись во Францию, и в колонии осталось всего 80 французов. В 1559 году Вильганьон отплыл во Францию, чтобы оправдаться перед властями.
Португальцы не были намерены терпеть присутствие иностранцев на территории, которую считали своей. 15 марта 1560 года они захватили все французские корабли с грузом и потребовали от французов в 24 часа убраться из Бразилии. Заменивший Вильганьона его племянник Лежандр де Буасси ответил, что будет защищать колонию, после чего началась первая бомбардировка колонии с моря. 16 марта на острове Сериджипи высадился португальский десант, а в ночь на 17 марта французы и их индейские союзники покинули крепость. Опустевший форт Колиньи заняли португальцы, которые насчитали убитыми 20 французов и «большое количество» туземцев. Португальцы уничтожили форт.
В 1612 году французы вновь предприняли безуспешную попытку колонизации Бразилии.

## В кино
- «Красный цвет Бразилии» (Rouge Brésil) — режиссёр Сильвен Аршамбо (Франция, Бразилия, 2013) — по роману Жана-Кристофа Руфена.